# OPNET
OPNET (en anglais, OPNET Technologies, Inc.) est une entreprise informatique américaine fondée en 1986 à Bethesda dans l'État du Maryland aux États-Unis.
La société fournit des solutions logicielles et hardware pour la gestion des réseaux.
Elle est cotée en bourse de Taipei sous le numéro 8034.

## Personnalités liées à l'entreprise
Le créateur des projets Gentoo et Funtoo, Daniel Robbins, travaille pour la société OPNET depuis août 2009.